# August Grisebach
August Grisebach (født 17. april 1814 i Hannover, død 9. maj 1879 i Göttingen) var en tysk botaniker.

## Liv og karriere
Han viste meget tidlig stor interesse for studiet af botanik og oprettede allerede som dreng sit eget herbarium. Under sit toårige ophold ved klosterskolen i Ilfeld, hvorfra han blev student, havde han også lejlighed til i det i plantegeografisk henseende så interessante Harzen at samle kundskaber ved ekskursioner i denne egn. Her lagdes grundlaget til den for hans senere virksomhed så betydningsfulde sammenligning mellem en egns plantevækst og af de stedlige forhold for jordbund og klima. Fra 1832 til 1835 studerede han i Göttingen og der efter i Berlin, hvor han tog den medicinske doktorgrad, men samtidig beskæftigede han sig med monografiske studier over ensian-familien. Allerede på dette tidspunkt havde han grundig studeret Mellemeuropas og Alpernes flora og derved udviklet sine ideer om de såkaldte "typiske planteformationer"; hans senere arbejder om system, og fysiognomisk-plantegeografiske spørgsmål tog egentlig her deres begyndelse. I 1836 slog han sig ned som privatdocent i Berlin, men i 1837 vendte han tilbage til Göttingen, hvor han 1839 udgav monografien Genera et Species Gentianearum. Efter en stor videnskabelig rejse til sydøstlige egne af Europa skrev han den udmærkede "Reise durch Rumelien und nach Brussa" i 1841, hvilket skaffede ham stillingen som overordentlig professor i Göttingen. Her kom han også i forbindelse med Alexander von Humboldt.
Senere udgav han Spicilegium Floræ Rumelicæ et Bithynicæ i 2 bind (udgivet 1843 og 1844) og udnævntes i 1847 til professor ordinarius i Göttingen, hvor han forblev trods mange opfordringer fra andre universiteter (Leipzig, Berlin, München, Sankt Petersborg). Med Schenk rejste han 1852 i Karpaterne. I 1853 berejste han Pyrenæerne, og i 1857 fik han af den engelske regering til opgave at skrive Vestindiens flora. Grisebach betragtede selv den 1864 udgivne "Flora of the British West-Indian Islands" som sit livs vigtigste systematiske hovedværk. Han offentliggjorde tillige mangfoldige vigtige og store, systematiske arbejder, som behandler eksotiske landes flora og er udarbejdede på basis af andres indsamlinger. Hans evne til ud af disse at skildre en ham personlig ukendt, fjern egn var forbavsende. Han har behandlet de caribiske øers, Kubas, Argentinas flora foruden enkelte plantefamiliers forhold i Brasilien, Højasien, Panama, Centralamerika, Surinam, Rusland og mange andre.

## Die Vegetation der Erde nach ihrer klimatischen Anordnung
Som hans hovedværk regnes Die Vegetation der Erde nach ihrer klimatischen Anordnung (2 bind, 2. udgave 1884), hvori han inddelte hele jordens plantedække i 24 "naturlige floraer" (den arktiske, Middelhavsfloraen, Kapfloraen, steppefloraen og så fremdeles), idet hver af disse skildres derpå med hensyn til sit klima, sine vegetationsformer, sine "vegetationsformationer", sine regioner og sine "vegetationscentre", hvilket skabte grundlaget for plantegeografien. Skønt mange af de her udviklede ideer væsentlig var videre udviklinger af andres, skønt mange plantegeografiske hovedpunkter i De Candolli’s Géographie botanique raisonnée er behandlede endog langt åndrigere, end Grisebachs nøgterne natur formåede det, og trods nogen ensidighed var dette værk langt ind i det 20. århundrede af største værdi som inspirationskilde.

## Forfatterskab
- Observationes quaedam de familiae Gentianearum characteribus (Berlin, 1836);
- Genera et species Gentianearum (Stuttgart és Tübingen, 1839);
- Smilaceae, Dioscoreae und Malpighiaceae (In: Martius: Flora brasiliensis);
- Erläuterungen ausgewählter Pflanzen des tropischen Amerika (Göttingen, 1860);
- Grundriß der systematischen Botanik für akademische Vorlesungen (Göttingen, 1854);
- Reise durch Rumelien u. nach Brussa im Jahr 1839 (Göttingen, 1841, 2 kötet);
- Spicilegium florae Rumelicae (Braunschweig, 1843-46, 2 köt.);
- Über die Bildung des Toorfs in den Emsmooren (Göttingen, 1846);[3]
- Die Vegetationslinjen des nordwestlichen Deutschland (Göttingen, 1846);[3]
- Die geographische Verbreitung der Hieracien (Göttingen, 1852);
- Systematische Untersuchungen über die Vegetation der Karaiben (Göttingen, 1857);
- Systematische Bemerkungen über die Pflanzensammlungen Philippis und Lechlers im südlichen Chile u. an der Magellanstrasse (Göttingen, 1854);
- Flora od the Britisch Westindian islands (London, 1859–1864);[3]
- Die geographische Verbreitung der Planzen Westindiens (Göttingen, 1865);
- Catalogus plantarum Cubensium (Lipcse, 1866);
- Plantae Lorentzianae (argentínai növények botanikai feldolgozása, Göttingen, 1874);
- Symbolae ad floram Argentinam (Göttingen, 1879);
- Grisebach, A., Schenk, A.: Iter Hungaricum anno 1852, susceptum, Beiträge zur Systematik der ungarischen Flora (In: Wiegmann: Archiv für Naturgeschichte 18., 1852);
- Die Vegetation der Erde nach ihrer klimatischen Anordnung (Lipcse, 1872, 2. udgave 1885)[3].